# Prix des Ducs de Normandie
Groupe II
Le Prix des Ducs de Normandie est une course hippique de trot attelé se déroulant au mois de mai sur l'hippodrome de Caen.
C'est une course internationale de Groupe II réservée aux chevaux de 4 à 11 ans, ayant gagné au moins 130 000 € (conditions en 2025).
Elle se court sur la distance de 2 450 mètres, départ volté. En 2025, l'allocation est de 150 000 €, dont 67 500 € pour le vainqueur.
L'épreuve est créée en juin 1974.

## Palmarès
| Année | Vainqueur          | Pays      | Père             | Driver                | Entraîneur           | Distance | Réd.km |
| ----- | ------------------ | --------- | ---------------- | --------------------- | -------------------- | -------- | ------ |
| 2025  | Ibiki de Houelle   | France    | Love You         | Éric Raffin           | Franck Leblanc       | 2 450 m  | 1'10"5 |
| 2024  | Izoard Védaquais   | France    | Bird Parker      | Benjamin Rochard      | Philippe Allaire     | 2 450 m  | 1'10"2 |
| 2023  | Hohneck            | France    | Royal Dream      | Gabriele Gelormini    | Philippe Allaire     | 2 450 m  | 1'11"2 |
| 2022  | Étonnant           | France    | Timoko           | Anthony Barrier       | Richard Westerink    | 2 450 m  | 1'11"6 |
| 2021  | Étonnant           | France    | Timoko           | Anthony Barrier       | Richard Westerink    | 2 450 m  | 1'10"4 |
| 2020  | Earl Simon         | France    | Prodigious       | Franck Ouvrie         | Jarmo Niskanen       | 2 450 m  | 1'11"  |
| 2019  | Aubrion du Gers    | France    | Memphis du Rib   | Jean-Michel Bazire    | Jean-Michel Bazire   | 2 450 m  | 1'12"5 |
| 2018  | Aubrion du Gers    | France    | Memphis du Rib   | Jean-Michel Bazire    | Jean-Michel Bazire   | 2 450 m  | 1'11"7 |
| 2017  | Amiral Sacha       | France    | Ganymède         | Gabriele Gelormini    | Florent Lamare       | 2 450 m  | 1'10"5 |
| 2016  | Bird Parker        | France    | Ready Cash       | Jean-Philippe Monclin | Philippe Allaire     | 2 450 m  | 1'11"2 |
| 2015  | Roi du Lupin       | France    | Fleuron Perrine  | Jean-Michel Bazire    | Jean-Paul Marmion    | 2 450 m  | 1'12"8 |
| 2014  | Roi du Lupin       | France    | Fleuron Perrine  | Jean-Michel Bazire    | Jean-Paul Marmion    | 2 450 m  | 1'12"7 |
| 2013  | Texas Charm        | France    | Cygnus d'Odyssée | Julien Dubois         | Philippe Moulin      | 2 450 m  | 1'12"1 |
| 2012  | Texas Charm        | France    | Cygnus d'Odyssée | Julien Dubois         | Philippe Moulin      | 2 450 m  | 1'10"8 |
| 2011  | Quaker Jet         | France    | Love You         | Jean-Étienne Dubois   | Jean-Étienne Dubois  | 2 450 m  | 1'11"9 |
| 2010  | Oyonnax            | France    | In Love With You | Sébastien Ernault     | Vincent Brazon       | 2 450 m  | 1'11"7 |
| 2009  | Unforgettable      | Allemagne | Diamond Way      | Pierre Vercruysse     | Arnold J. Mollema    | 2 450 m  | 1'12"6 |
| 2008  | Nimrod Borealis    | France    | Arnaqueur        | Matthieu Abrivard     | Loic-Desiré Abrivard | 2 450 m  | 1'11"8 |
| 2007  | L'Océan d'Urfist   | France    | Pelops           | Junior Guelpa         | Stéphane Guelpa      | 2 450 m  | 1'13"  |
| 2006  | Kazire de Guez     | France    | Udo de Touraine  | Jean-Michel Bazire    | Jean-Michel Bazire   | 2 450 m  | 1'12"3 |
| 2005  | Love You           | France    | Coktail Jet      | Jean-Pierre Dubois    | Jean-Pierre Dubois   | 2 100 m  | 1'11"  |
| 2004  | Love You           | France    | Coktail Jet      | Jean-Pierre Dubois    | Jean-Pierre Dubois   | 2 450 m  | 1'12"7 |
| 2003  | Général du Lupin   | France    | Lutin d'Isigny   | Jean-Michel Bazire    | Jean-Paul Marmion    | 2 450 m  | 1'13"6 |
| 2002  | Gébrazac           | France    | Sébrazac         | Serge Peltier         | Serge Peltier        | 2 100 m  | 1'13"  |
| 2001  | Giesolo de Lou     | France    | Biesolo          | Jean-Étienne Dubois   | Jean-Étienne Dubois  | 2 100 m  | 1'14"3 |
| 2000  | Giesolo de Lou     | France    | Biesolo          | Jean-Étienne Dubois   | Jean-Étienne Dubois  | 2 450 m  | 1'18"  |
| 1999  | Goetmals Wood      | France    | And Arifant      | Bernard Piton         | Jean-Pierre Dubois   | 2 450 m  | 1'14"8 |
| 1998  | Défi d'Aunou       | France    | Armbro Goal      | Jean-Étienne Dubois   | Jean-Étienne Dubois  | 2 450 m  | 1'13"3 |
| 1997  | Abo Volo           | France    | Lurabo           | Jos Verbeeck          | Paul Viel            | 2 100 m  | 1'13"7 |
| 1996  | Abo Volo           | France    | Lurabo           | Jos Verbeeck          | Paul Viel            | 2 450 m  | 1'13"8 |
| 1995  | Activity           | Suède     | Active Bowler    | Anders Lindqvist      | Bengt Hansson        | 2 450 m  | 1'14"9 |
| 1994  | Bahama             | France    | Quito de Talonay | Jean-Pierre Dubois    | Jean-Pierre Dubois   | 2 100 m  | 1'14"1 |
| 1993  | Autour d'Aunou     | France    | Speedy Somolli   | Jean-Étienne Dubois   | Jean-Étienne Dubois  | 2 450 m  | 1'14"  |
| 1992  | Vroum d'Or         | France    | Lurabo           | Bertrand Lefèvre      | Bertrand Lefèvre     | 2 450 m  | 1'15"1 |
| 1991  | Shalom             | France    | Mercurien        | Jean-Claude Hallais   | Jean-Claude Hallais  | 2 450 m  | 1'16"7 |
| 1991  | Ursulo de Crouay   | France    | Mivus            | Joël Hallais          | Joël Hallais         | 2 450 m  | 1'16"7 |
| 1990  | Rêve d'Udon        | France    | Éjakval          | Yves Dreux            | Bernard Desmontils   | 2 100 m  | 1'16"4 |
| 1989  | Rêve d'Udon        | France    | Éjakval          | Yves Dreux            | Bernard Desmontils   | 2 100 m  | 1'18"1 |
| 1988  | Quiton du Coral    | France    | Chambon P        | Joël Hallais          | Joël Hallais         | 2 100 m  | 1'17"4 |
| 1987  | Ourasi             | France    | Greyhound        | Jean-René Gougeon     | Jean-René Gougeon    | 2 100 m  | 1'14"7 |
| 1986  | Olympio de Corseul | France    | Enguerillero     | Jean-René Gougeon     | Jean-René Gougeon    | 2 450 m  | 1'18"6 |
| 1985  | Nodesso            | France    | Quioco           | Michel-Marcel Gougeon | Jean-Lou Peupion     | 2 450 m  | 1'17"  |
| 1984  | Solo Hagen         | Suède     | Garry Håleryd    | Ulf Nordin            | Jacky Béthouart      | 2 450 m  | 1'20"  |
| 1983  | Marco Bonheur      | France    | Buffet II        | Jean-Pierre Viel      | Jean-Pierre Viel     | 2 450 m  | 1'19"9 |
| 1982  | Kaiser Trot        | France    | Canino           | Joël Hallais          | Joël Hallais         | 2 450 m  | 1'21"2 |
| 1981  | Jiosco             | France    | Quioco           | Jean-René Gougeon     | Jean-René Gougeon    | 2 450 m  | 1'21"6 |
| 1980  | Ianthin            | France    | Vésuve T         | Paul Delanoë          |                      | 2 450 m  |        |
| 1979  | Grandpré           | France    | Quouick JL       | Philippe Allaire      |                      | 2 450 m  |        |
| 1978  | Feu Vert           | France    | Obstiné          | Eugène Lefèvre        |                      | 2 450 m  |        |
| 1977  | Gars de Fontaine   | France    | Volnay II        | Pierre Levasseur      |                      | 2 300 m  | 1'17"  |
| 1976  | Espoir de Sée      | France    | Uccello B        |                       |                      | 2 300 m  |        |
| 1975  | Axius              | France    | Le Postillon     | Gérard Mascle         |                      | 2 300 m  | 1'17"3 |
| 1974  | Casdar             | France    | Mitsouko         | Jean-Claude Hallais   |                      | 2 300 m  | 1'16"8 |

## Sources
- Pour les conditions de course et les dernières années du palmarès : site de la SETF
- Pour les courses plus anciennes : archives des quotidiens  (Ouest-France, Sud-Ouest…)